# Papieska Komisja ds. Ameryki Łacińskiej
Papieska Komisja ds. Ameryki Łacińskiej (łac. Pontificia Commissio pro America Latina) jeden z urzędów kurii rzymskiej działającej przy Stolicy Apostolskiej. Komisja jest odpowiedzialna za sprawy związane z działalnością Kościoła w Ameryce Łacińskiej.

## Historia
Powstała 19 kwietnia 1958 z inicjatywy papieża Piusa XII. Natomiast papież Jan Paweł II w konstytucji apostolskiej Pastor bonus z 1988 zmienił zakres kompetencji urzędu. 5 czerwca 2022 papież Franciszek na mocy konstytucji Praedicate evangelium, komisja działa pod auspicjami „Dykasteria ds. Biskupów”.

## Przewodniczący Komisji
- 1958–1961: kard. Marcello Mimmi
- 1961–1967: kard. Carlo Confalonieri
- 1967–1983: kard. Antonio Samorè
- 1969–1973: kard. Carlo Confalonieri
- 1973–1984: kard. Sebastiano Baggio
- 1984–1998: kard. Bernardin Gantin
- 1998–2000: kard. Lucas Moreira Neves OP
- 2000−2010: kard. Giovanni Battista Re
- 2010–2023: kard. Marc Ouellet PSS
- 2023–2025: kard. Robert Prevost OSA[1]
- od 2025: vacat